# Дејна Ајви
Дејна Робинс Ајви (енгл. Dana Robins Ivey; Атланта, 12. август 1941), америчка је позоришна, филмска и ТВ глумица.
Дејна је стекла славу на позоришној сцени, добила је признање критике, а такође је добила и многе награде, као што су награде Тони, Outer Critics, Драма Деск.
Дејна Ајви са богатим глумачким талентом, што јој омогућава да игра како у драмским филмовима Боја пурпура, Друга жена и у комедијама Прљави, покварени варалице, Породица Адамс, Сам у кући 2: Изгубљен у Њујорку, Бесани у Сијетлу, Вредности породице Адамс, Две недеље за заљубљивање, Гас до даске 3. Ајви се такође појављивала у Шекспировим телевизијским филмовима, глумећи вештицу у Магбету 1982. и краљицу Гертруду у Хамлету 1990. Такође је имала бројне телевизијске наступе као што су Закон и ред, Фрејжер, Секс и град и други.